# Rokkestenen (Hillerød)
 For alternative betydninger, se Rokkestenen (flertydig). (Se også artikler, som begynder med Rokkestenen)
Rokkestenen er en langdysse fra bondestenalderen ved Trollesminde i Hillerød.
Fundet af gravhøjen skete i 1855, hvor den blev udgravet af kong Frederik 7., som var kendt for sine arkæologiske interesser. Under udgravningen fandt man ud af, at gravhøjens dæksten kunne rokkes, og det er derfra, at gravhøjen fik sit navn.
Langdyssen er en af de største af sin type i Danmark og måler 40 meter i længden og 25 meter i bredden.
I foråret 2007 blev bevoksningen, som dækkede højen, ryddet, og den kan i dag ses fra Peder Oxes Allé, som løber langs med marken, i hvis midte den ligger. Der er også anlagt en sti til højen langs markens kant. Stien udgår fra cykelstien øst for marken. Der er skiltning til Rokkestenen fra Peder Oxes Allé, nær busstoppestedet "Jernaldervejen, Biogen Idec", hvor der også er parkeringsmulighed.

## Ekstern henvisning
- Rokkestenen, Fund og fortidsminder, Kulturstyrelsens database
- Naturpleje på gravhøjen Rokkestenen Arkiveret 27. september 2013 hos  Wayback Machine, Hillerød kommune, 2007

55°55′04″N 12°15′52″Ø / 55.91775°N 12.2644°Ø